# Marek Pawlak (ur. 1970)
Marek Pawlak (ur. 5 stycznia 1970 w Wągrowcu) – polski piłkarz występujący na pozycji bramkarza.

## Życiorys
Seniorską karierę rozpoczynał w Nielbie Wągrowiec w 1985 roku. Rok później przeszedł do Lecha Poznań. W kadrze poznańskiego klubu znajdował się do 1989 roku, jednak nie rozegrał w nim żadnego meczu. Rundę wiosenną sezonu 1989/1990 spędził w GKS Bełchatów, następnie przeszedł do Siarki Tarnobrzeg. Pierwszy mecz ligowy w Siarce rozegrał w 1993 roku. W Siarce występował do 1997 roku, rozgrywając łącznie 31 spotkań w I lidze. Następnie występował w Alicie Ożarów. Po zakończeniu kariery piłkarskiej zamieszkał w Stanach Zjednoczonych.

## Statystyki ligowe
| Sezon         | Klub              | Liga     | Mecze | Gole |
| ------------- | ----------------- | -------- | ----- | ---- |
| 1986/1987     | Lech Poznań       | I liga   | 0     | 0    |
| 1987/1988     | Lech Poznań       | I liga   | 0     | 0    |
| 1988/1989     | Lech Poznań       | I liga   | 0     | 0    |
| 1989/1990 (j) | Lech Poznań       | I liga   | 0     | 0    |
| 1989/1990 (w) | GKS Bełchatów     | III liga | ?     | ?    |
| 1990/1991     | Siarka Tarnobrzeg | II liga  | 0     | 0    |
| 1991/1992     | Siarka Tarnobrzeg | II liga  | 0     | 0    |
| 1992/1993     | Siarka Tarnobrzeg | I liga   | 1     | 0    |
| 1993/1994     | Siarka Tarnobrzeg | I liga   | 14    | 0    |
| 1994/1995     | Siarka Tarnobrzeg | II liga  | 30    | 0    |
| 1995/1996     | Siarka Tarnobrzeg | I liga   | 16    | 0    |
| 1996/1997     | Siarka Tarnobrzeg | II liga  | 0     | 0    |